# Lista siturilor arheologice din județul Galați - T
Lista siturilor arheologice din județul Galați - T conține toate siturile arheologice din județul Galați înscrise în Repertoriul Arheologic Național (RAN) și aflate în localități al căror nume începe cu litera T. RAN este administrat de Ministerul Culturii și Patrimoniului Național și cuprinde date științifice, cartografice, topografice, imagini și planuri, precum și orice alte informații privitoare la zonele cu potențial arheologic, studiate sau nu, încă existente sau dispărute.
Puteți căuta un sit din localitățile care încep cu litera T folosind formularul de mai jos sau puteți naviga prin toate siturile din județ la Lista siturilor arheologice din județul Galați.
| Cod RAN                                  | Denumire | Localitate                      | Adresă                                                        | Datare                               | Descoperit | Coordonate                                  | Imagine           | Erori            |
| ---------------------------------------- | --- | ------------------------------- | ------------------------------------------------------------- | ------------------------------------ | ---------- | ------------------------------------------- | ----------------- | ---------------- |
| 75212.01.01                              | Așezarea daco-romană de la Tecuci - "Rateș I" / ansamblu anonim (Categorie: locuire civilă) (Tip: Așezare)                                        | municipiul Tecuci               | Rateș I                                                       | sec. III - IV                        |            |                                             | Încărcați imagine | Raportați eroare |
| 75212.02.01                              | Situl arheologic de la Tecuci-La Plopi (Varianta de ocolire a mun. Tecuci, km. 5+900-6+200) / ansamblu anonim (Categorie: locuire) (Tip: așezare) | municipiul Tecuci               | La Plopi (Varianta de ocolire a mun. Tecuci, km. 5+900-6+200) | Noua                                 |            | 45°49′03″N 27°25′57″E / 45.8175°N 27.4325°E | Încărcați imagine | Raportați eroare |
| 75212.02.02                              | Situl arheologic de la Tecuci-La Plopi (Varianta de ocolire a mun. Tecuci, km. 5+900-6+200) / ansamblu anonim (Categorie: locuire) (Tip: așezare) | municipiul Tecuci               | La Plopi (Varianta de ocolire a mun. Tecuci, km. 5+900-6+200) |                                      |            | 45°49′03″N 27°25′57″E / 45.8175°N 27.4325°E | Încărcați imagine | Raportați eroare |
| 75212.02.03                              | Situl arheologic de la Tecuci-La Plopi (Varianta de ocolire a mun. Tecuci, km. 5+900-6+200) / ansamblu anonim (Categorie: locuire) (Tip: așezare) | municipiul Tecuci               | La Plopi (Varianta de ocolire a mun. Tecuci, km. 5+900-6+200) | Sântana de Mureș - Cerneahov sec. IV |            | 45°49′03″N 27°25′57″E / 45.8175°N 27.4325°E | Încărcați imagine | Raportați eroare |
| 75212.02.04                              | Situl arheologic de la Tecuci-La Plopi (Varianta de ocolire a mun. Tecuci, km. 5+900-6+200) / ansamblu anonim (Categorie: locuire) (Tip: așezare) | municipiul Tecuci               | La Plopi (Varianta de ocolire a mun. Tecuci, km. 5+900-6+200) |                                      |            | 45°49′03″N 27°25′57″E / 45.8175°N 27.4325°E | Încărcați imagine | Raportați eroare |
| 75748.01.01 (Cod LMI: GL-I-m-A-02974.04) | Valul de pământ din epoca romană de la Traian / ansamblu anonim (Categorie: fortificație) (Tip: Val de pământ)                                    | sat Traian, comuna Braniștea    |                                                               | sec. II-III                          |            |                                             | Încărcați imagine | Raportați eroare |
| 77340.01.01 (Cod LMI: GL-I-m-A-02975.14) | Valul de pământ din epoca romană de la Tulucești / ansamblu anonim (Categorie: fortificație) (Tip: Val de pământ)                                 | sat Tulucești, comuna Tulucești |                                                               | sec. II-III                          |            |                                             | Încărcați imagine | Raportați eroare |